# جنبش لغو برده‌داری در ایالات متحده

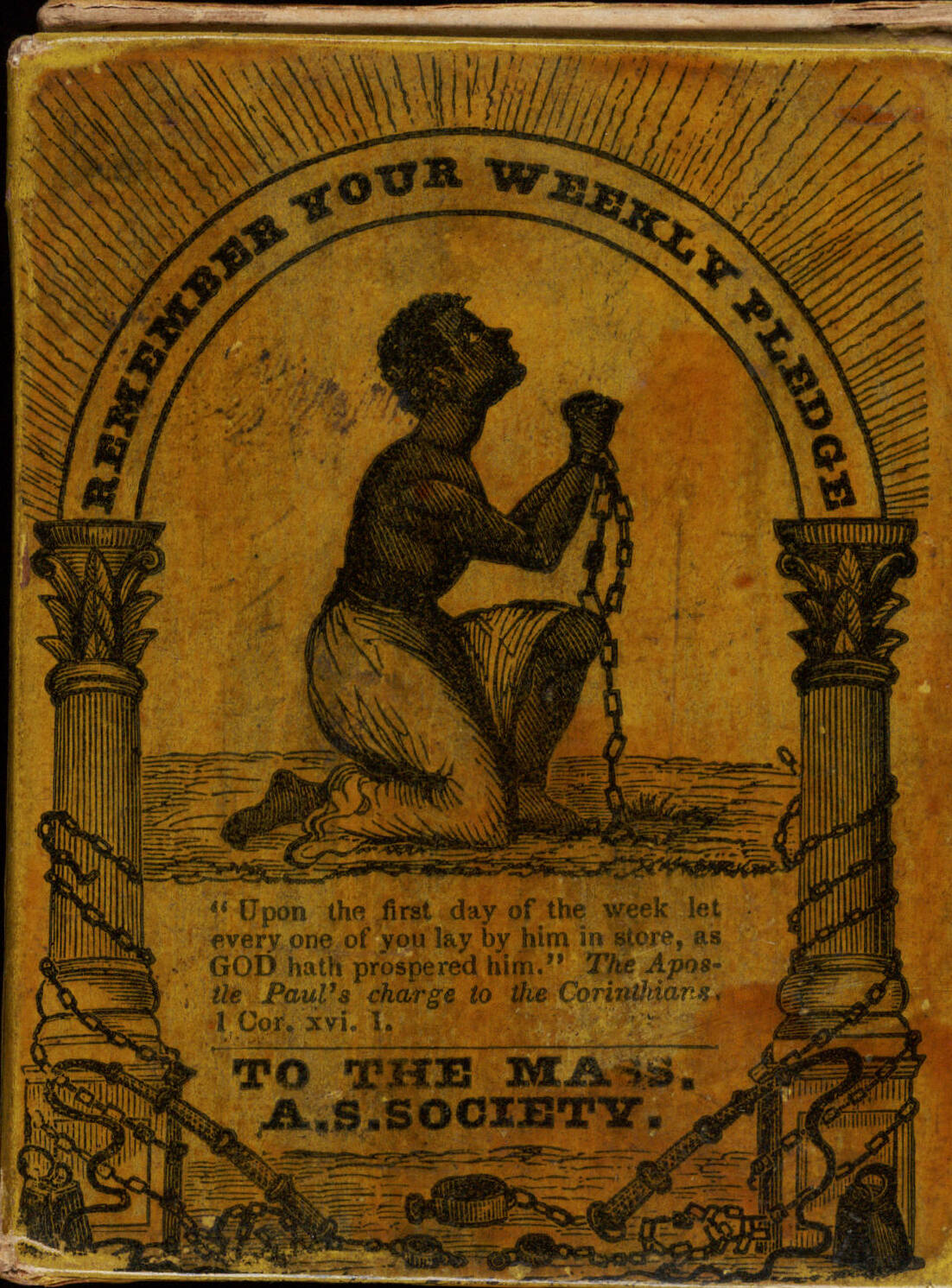
جعبه جمع‌آوری انجمن ضد برده داری ماساچوست، حدود سال ۱۸۵۰.

ابولیشنیزم (Abolitionism) یا جنبش لغو برده‌داری در ایالات متحده جنبشی بود که سعی داشت به تدریج یا بلافاصله برده داری در ایالات متحده پایان یابد. از اواخر دوران استعمار تا زمان جنگ داخلی آمریکا که لغو برده داری آمریکا را با اصلاحیه سیزدهم قانون اساسی ایالات متحده به وجود آورد، فعال بود. جنبش ضد برده داری در عصر روشنگری و با هدف پایان دادن به تجارت برده در اقیانوس اطلس شکل گرفت. در آمریکای استعماری، چند کوئیکر آلمانی دادخواست۱۶۸۸ کوکر جرمنتاون علیه برده داری را صادر کردند، که آغاز جنبش لغو بردهداری آمریکایی است. قبل از جنگ انقلابی، استعمارگران انجیلی طرفداران اصلی مخالفت با برده داری و تجارت برده بودند، و این کار را به دلایل انسانی انجام می‌دادند. جیمز اوگلثورپ، مالک انگلیسی مستعمره جورجیا، در ابتدا سعی کرد برده داری را با تأسیس آن منع کند، تصمیمی که در نهایت لغو شد.
در دوران انقلاب، همه ایالت‌ها تجارت بین‌المللی برده را لغو کردند، اما کارولینای جنوبی تصمیم خود را لغو کرد. کنگره در سال ۱۸۰۷ اقدام به محض اجازه قانون اساسی، واردات برده‌ها را جرم دانست. از جنگ انقلابی تا سال ۱۸۰۴، همه ایالت‌های شمالی بلافاصله یا به تدریج برده داری را لغو کردند. هیچ ایالت جنوبی چنین کاری نکرد. رهایی فوری در سال ۱۸۶۲ به هدف جنگی اتحادیه تبدیل شد و در سال ۱۸۶۵ به‌طور کامل محقق شد.